# Restauration de Shōwa

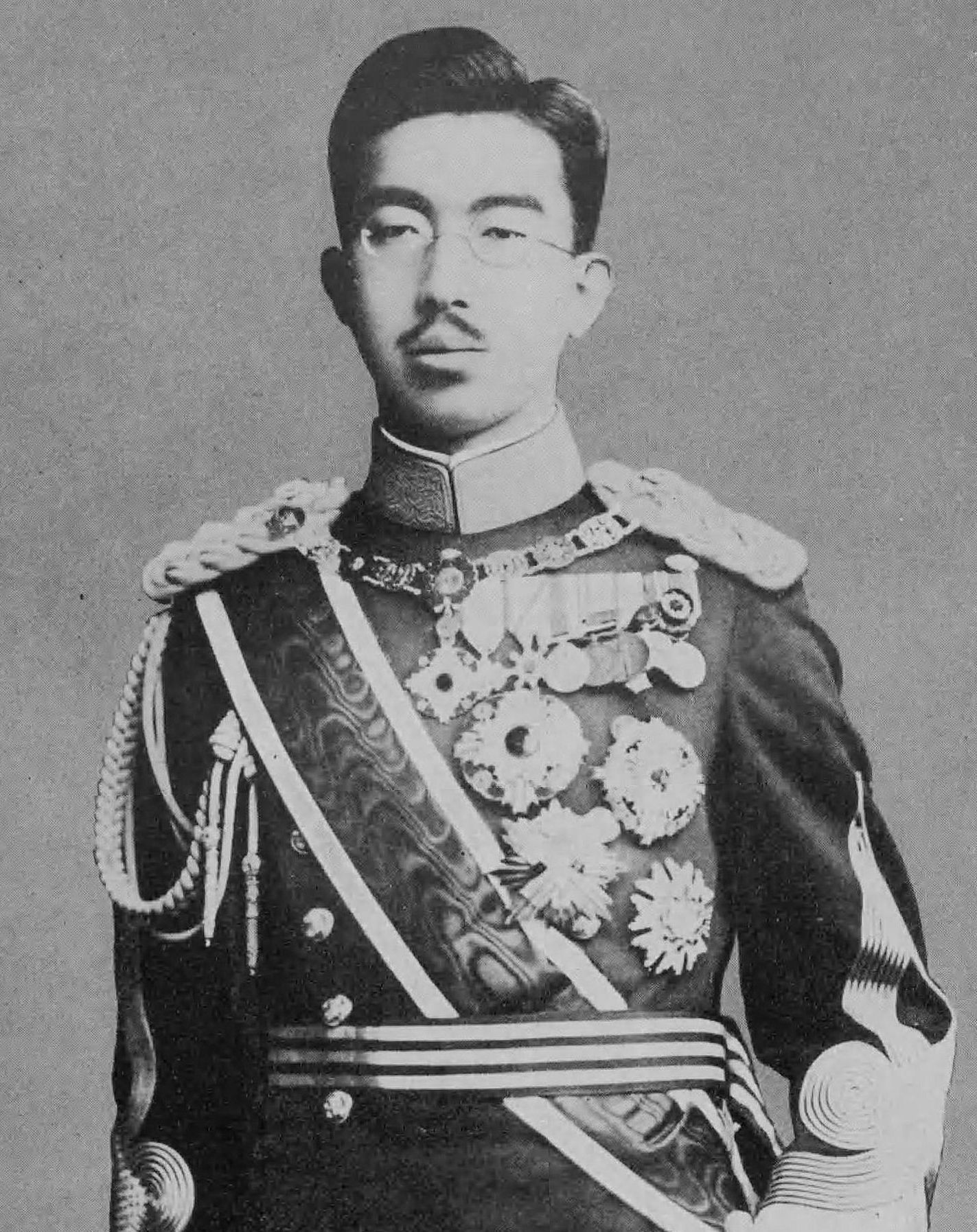
L'empereur Hirohito

La restauration de Shōwa (昭和維新 shōwaishin) est un événement popularisé par l'écrivain japonais Kita Ikki (1883-1937), visant à reconstituer la puissance du nouvel empereur japonais Hirohito, à supprimer la démocratie libérale établie pendant l'ère Taishō et à réduire l'influence des zaibatsu. 
Les objectifs de la « restauration de Showa » étaient semblables à ceux de la restauration de Meiji (1868), car les groupes qui l'envisageaient avaient imaginé un petit groupe de personnes qualifiées autour d'un empereur fort. La société des fleurs de cerisier œuvrait en ce sens.
Les partisans de la Restauration espéraient également que l'empereur une fois restaurés ses pleins pouvoirs procède à une réforme agraire et une redistribution des terres.
L'incident du 26 février (1936) fut une tentative d'imposer la restauration mais il échoua lourdement parce que ses responsables ne purent obtenir le soutien de l'empereur. Le chef des conspirateurs se remit délibérément aux autorités espérant que son procès serve la cause, mais le jugement fut finalement tenu à huis clos.
Bien qu'ayant échoué, elle fut une première étape dans la montée du militarisme japonais.